# Lood(II)thiocyanaat
Lood(II)thiocyanaat is het loodzout van thiocyaanzuur en heeft als brutoformule Pb(SCN)2. De stof komt voor als kristallen, die matig oplosbaar zijn in water.

## Synthese
Lood(II)thiocyanaat wordt bereid door een metathesereactie tussen lood(II)acetaat en kaliumthiocyanaat of ammoniumthiocyanaat. Hierbij vormt zich een neerslag van kristallijn lood(II)thiocyanaat:
{\displaystyle \mathrm {Pb(CH_{3}COO)_{2}\ +\ 2\ KSCN\longrightarrow \ Pb(SCN)_{2}\ +\ 2\ CH_{3}COOK} }